# 倫卡
33°24′S 70°43′W / 33.400°S 70.717°W

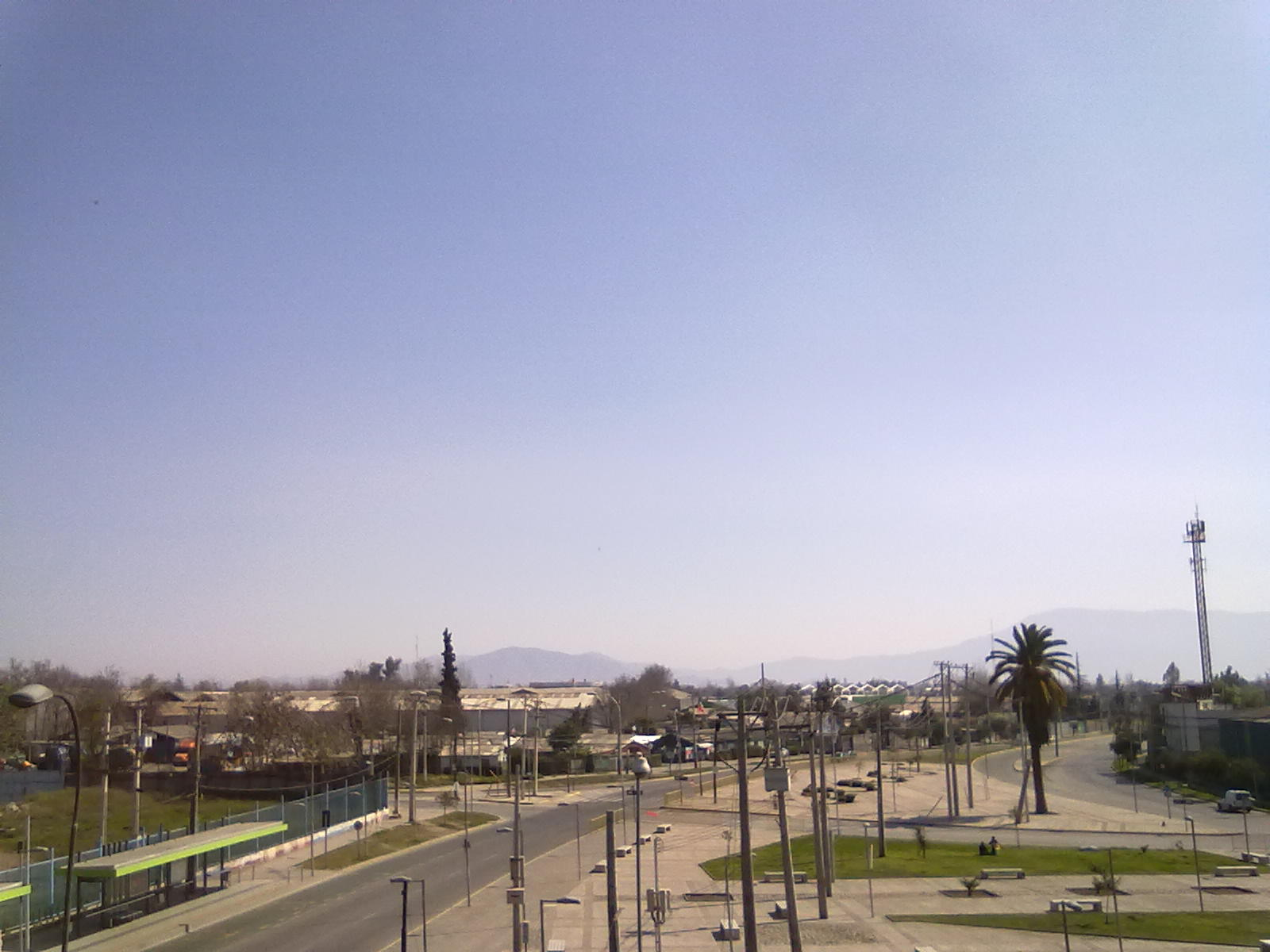

倫卡，是智利的城鎮，位於該國中部聖地亞哥首都大區的聖地亞哥省，始建於1894年5月6日，面積24.2平方公里，2002年人口133,518人，人口密度每平方公里5,500人。